# Cimitero di guerra

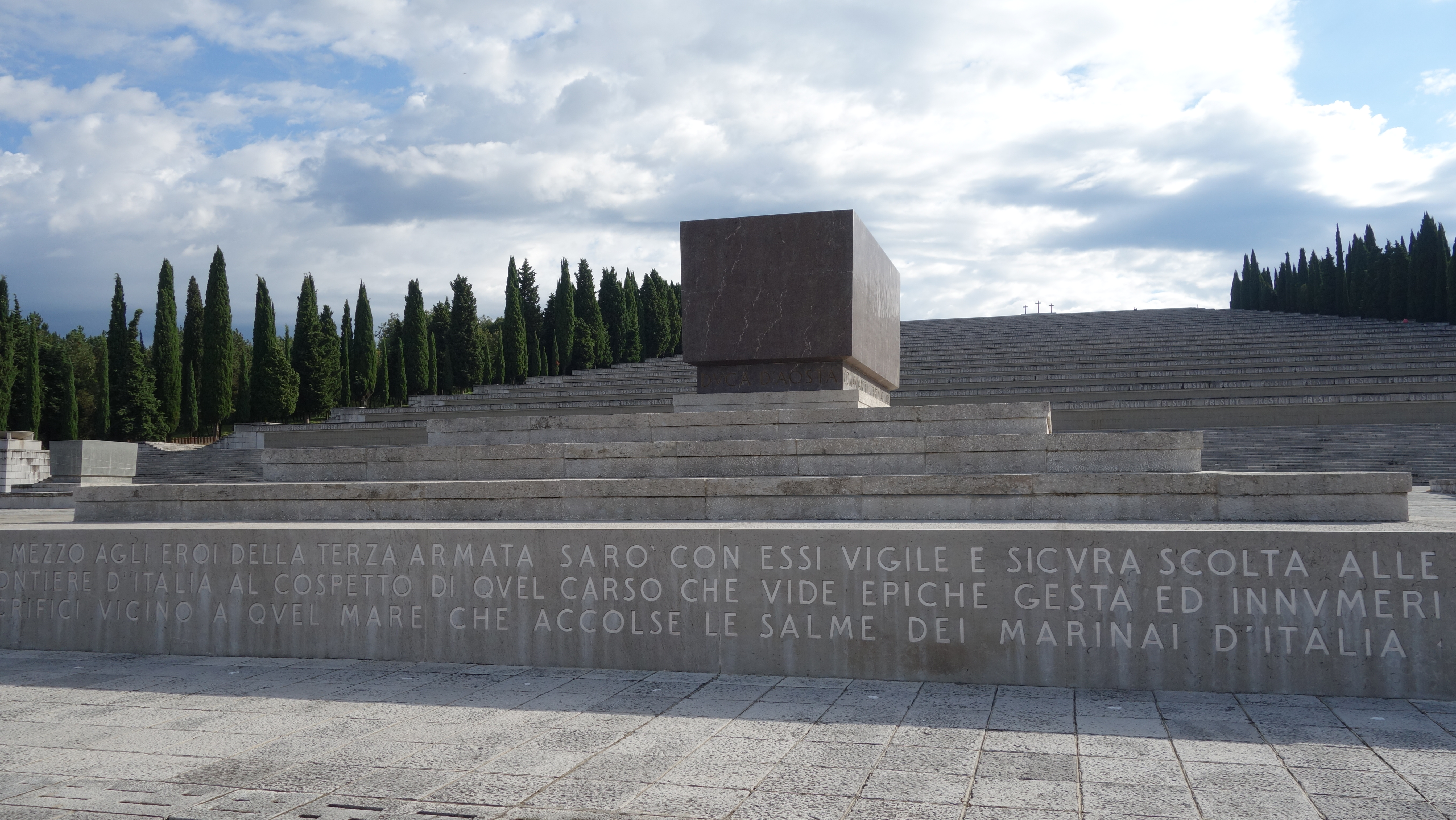
Il sacrario di Redipuglia

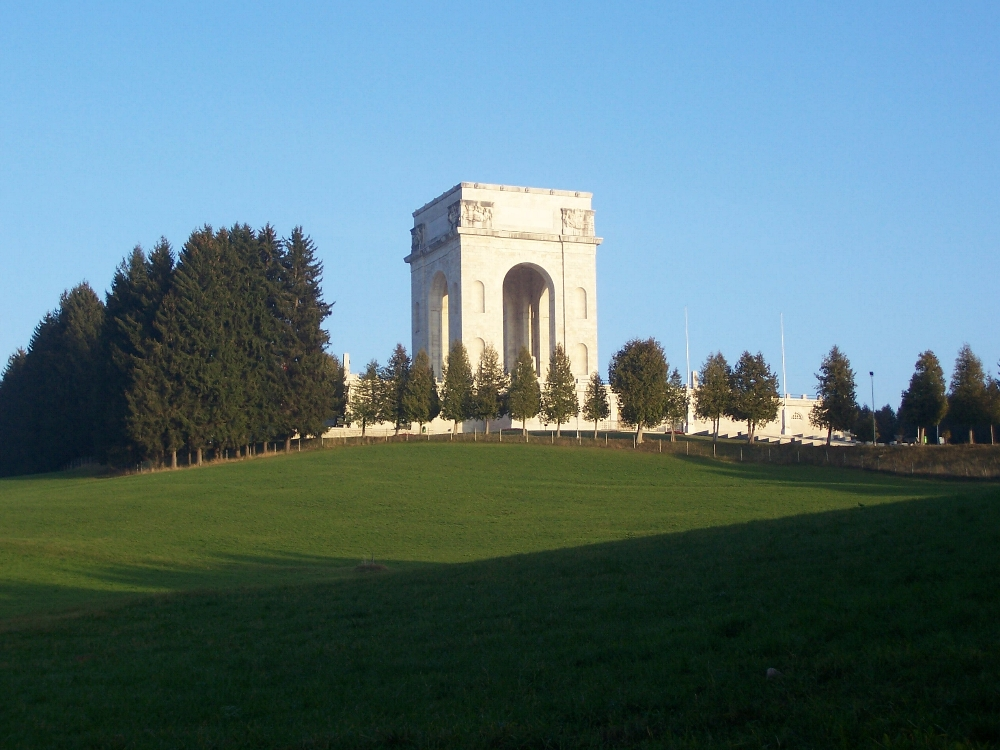
Il sacrario militare di Asiago

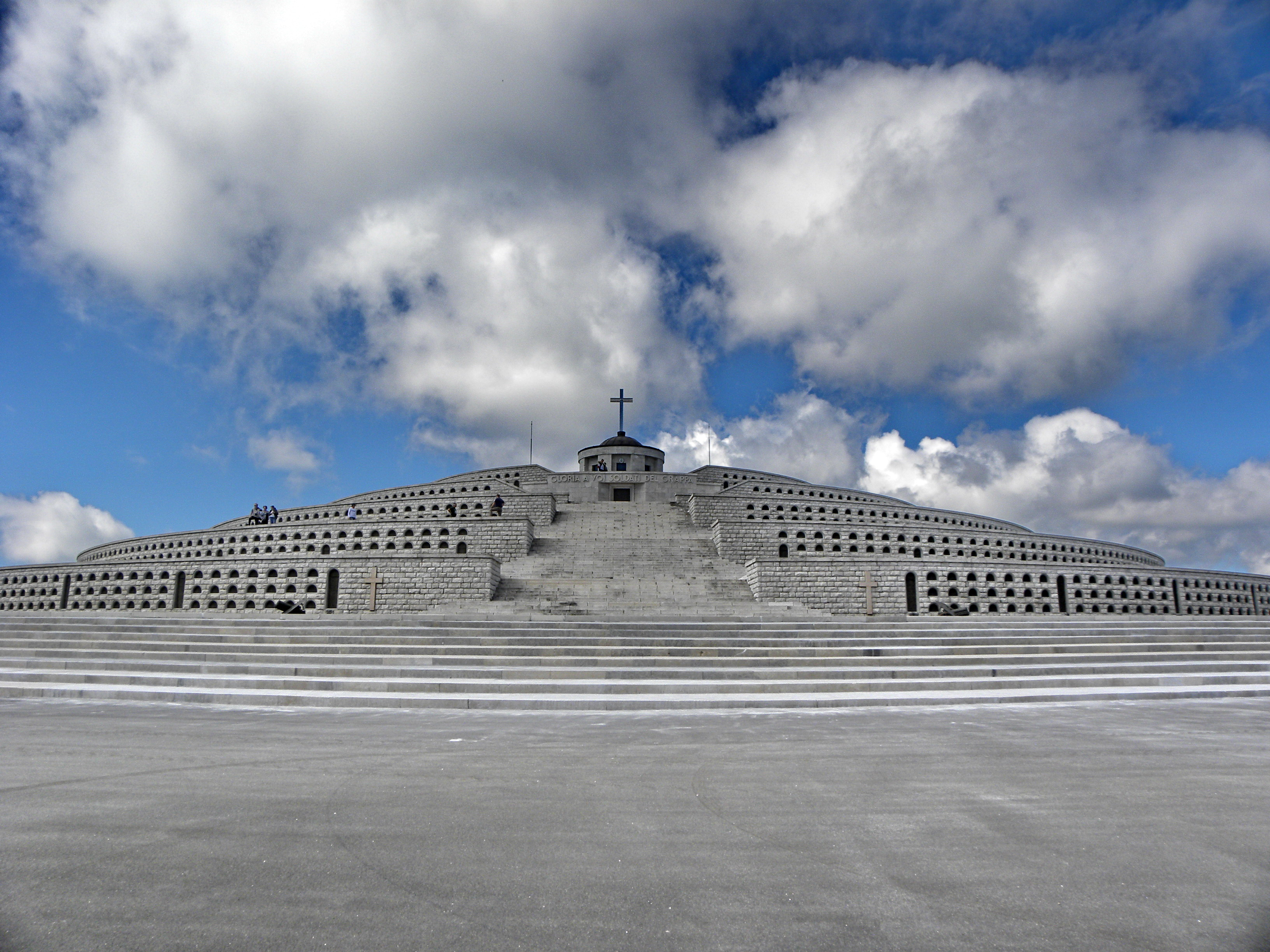
Il sacrario militare del monte Grappa

Il sacrario militare di Passo Resia danneggiato dall'attentato terroristico del 10 ottobre 1982

Un cimitero di guerra è un luogo dove sono riunite e seppellite le salme di soldati caduti nel corso di battaglie e di attività militari in particolari zone di combattimento.

## Caratteristiche
I cimiteri di guerra si possono classificare come segue, in funzione delle diverse situazioni e necessità che ne rendono necessaria la creazione:
- cimiteri di guerra temporanei, nei quali vengono sepolti militari caduti nel corso di una battaglia in attesa poi di essere riportati in Patria al termine delle ostilità. Ne è un esempio il cimitero di guerra di Nettuno, creato come cimitero temporaneo di guerra per i caduti alleati della campagna di Sicilia, Salerno, Anzio e Roma.[1]
- cimiteri per prigionieri di guerra, deceduti in cattività sotto la tutela di Potenze nemiche. Per la Convenzione di Ginevra ratificata in Italia con legge 27 ottobre 1951, n. 1739, ogni prigioniero deceduto in cattività ha il diritto a una sepoltura individuale onorevole e si ordina che le sepolture siano rispettate, convenientemente tenute e segnate in modo da poter sempre essere ritrovate. Sempre secondo la medesima Convenzione di Ginevra «affinché le tombe possano sempre essere rintracciate, tutte le indicazioni relative ai prigionieri di guerra inumati nei cimiteri o altrove saranno trasmesse alla Potenza dalla quale dipendono questi prigionieri di guerra. Incomberà alla Potenza che controlla il territorio, sempreché partecipi alla Convenzione, di prender cura di queste tombe e di registrare ogni trasferimento ulteriore delle salme. Queste disposizioni si applicano anche alle ceneri che saranno conservate dal Servizio delle tombe fino a che il paese d’origine comunichi le disposizioni definitive che desidera prendere al riguardo.»[2]
- cimiteri di guerra definitivi, nei quali riposano ordinatamente i militari caduti sui campi di battaglia e raccolti durante il periodo di guerra. Ne sono esempi i cimiteri di guerra italiani nei territori della ex Jugoslavia, nei territori tedeschi o francesi come il cimitero militare italiano di Bligny, i cimiteri alleati sul territorio italiano; ossari,  cripte  e  sacrari  dei  Caduti; i cimiteri austriaci della Grande guerra ora in territorio italiano. Si aggiungono i cimiteri di guerra creati nel territorio degli Stati belligeranti e che raccolgono le salme dei militari di quello stesso Stato morti in guerra. Ne sono esempi i numerosi cimiteri di guerra tuttora preservati nelle zone di guerra della Prima guerra mondiale.[3]
- sacrari militari di particolare importanza, eretti in onore dei caduti della Patria e che raccolgono i resti di militari raccolti e inumati alla fine delle ostilità; ne sono un esempio il sacrario militare di Redipuglia, aperto nel 1938 per accogliervi i resti di oltre 100 000 soldati italiani caduti durante la prima guerra mondiale.

## Sacrari

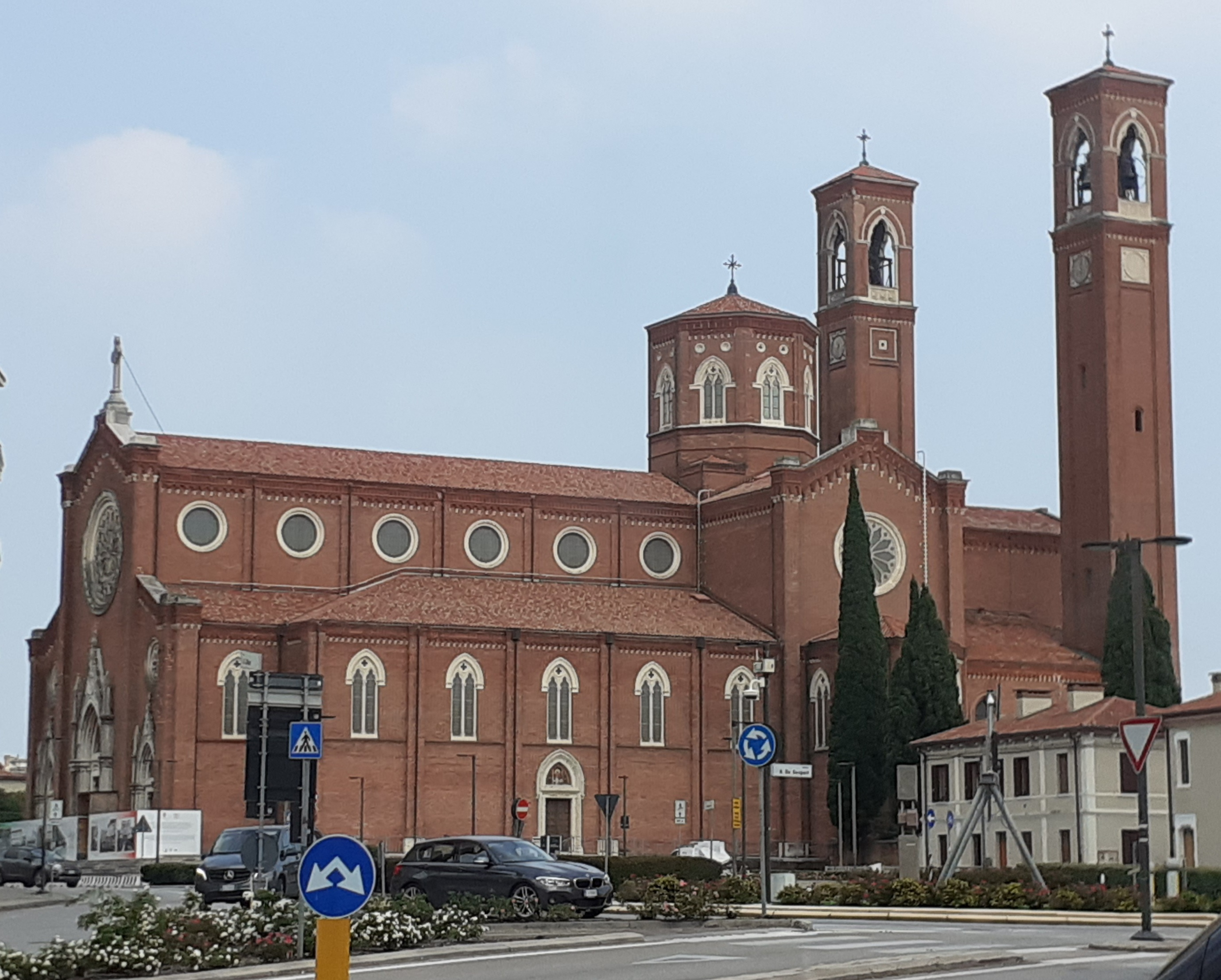
Il Tempio ossario di Bassano del Grappa

Alcuni sacrari dei caduti vengono allestiti all'interno di chiese o di monumenti appositi, altri invece sono dei veri e propri cimiteri.

### Sacrari dei Caduti in Italia
- Chiesa di Sant'Antonio Vecchio a Forlì
- Chiesa di San Romualdo a Ravenna

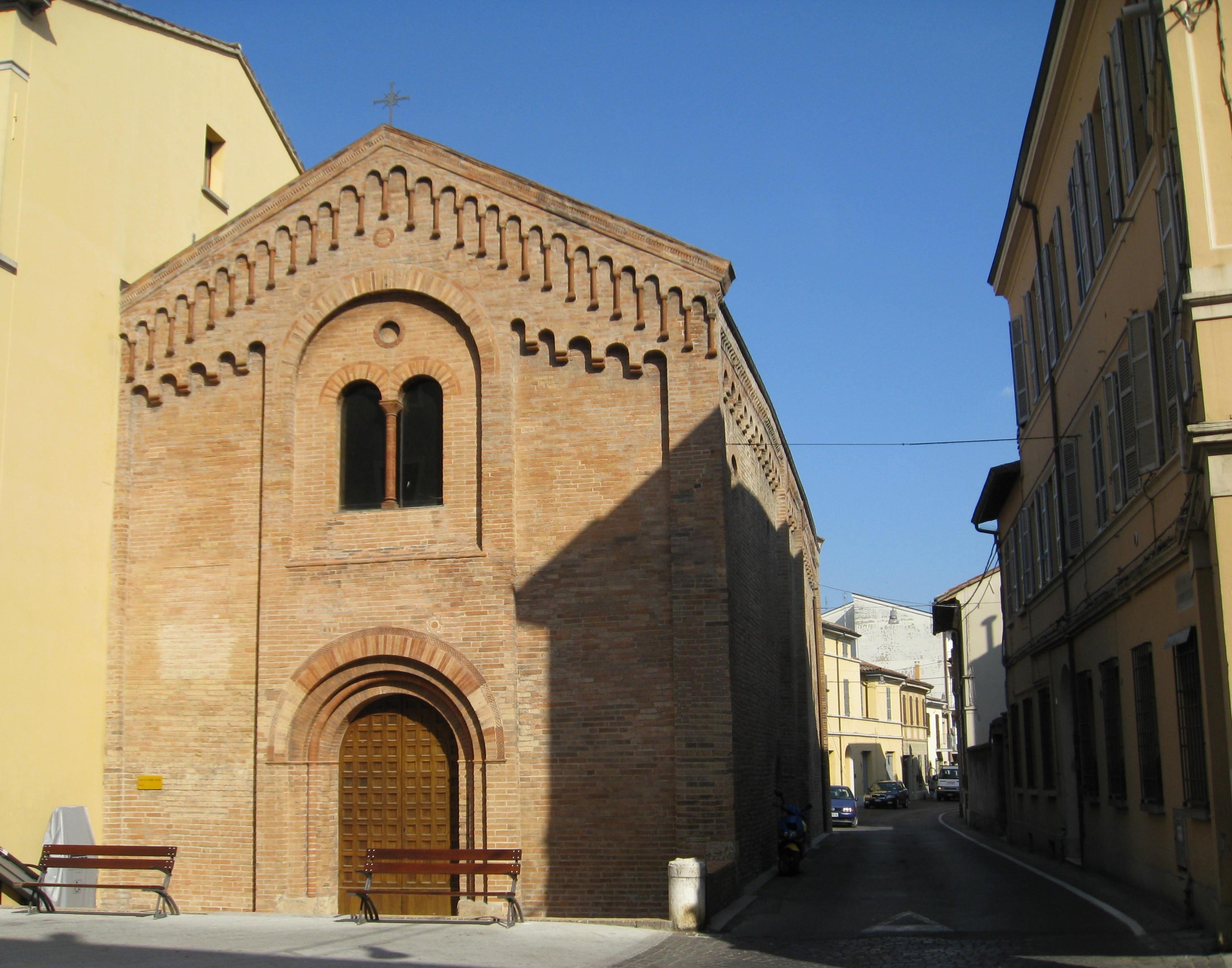
Chiesa di Sant'Antonio Vecchio, a Forlì

- Chiesa di San Rocco a Lendinara (Rovigo)
- Chiese del Suffragio a Comacchio
- Cappella Sacrario ai Caduti di Kindu a Pisa
- Sacrario del Montello a Nervesa della Battaglia (Treviso)
- Tempio della Pace a Padova
- Sacrario Militare del Monte Grappa
- Sacrario Militare di Asiago
- Sacrario Militare della Santissima Trinità a Schio
- Sacrario Militare di Redipuglia
- Sacrario Militare di Oslavia
- Sacrario militare italiano di Montelungo
- Sacrario militare italiano di El Alamein
- Sacrario militare italiano di Rodi
- Sacrario Militare Caduti d'Oltre Mare a Bari
- Sacrario dei Caduti Milanesi a Milano
- Sacrario del Tonale (BS)
- Sacrario dello Stelvio (SO)
- Tempio ossario di Bassano del Grappa
- Tempio dell'Eterno Suffragio a Roma, Piazza Salerno 4
- Tempio Sacrario della Cavalleria a Voghera
- Cimitero di San Michele a Cagliari
- Chiesa di Vicovaro in provincia di Roma
- Sacrario di Pianto Romano a Calatafimi Segesta (TP)
- Cimitero militare britannico di Torino di Sangro (CH)
- Cimitero militare canadese di Ortona (CH)
- Sacrario militare di San Candido (BZ)
- Sacrario militare di Passo Resia (BZ)
- Sacrario militare di Colle Isarco (BZ)
- Sacrario militare di Castel Dante a Rovereto
- Salerno War Cemetery
- Milan War Cemetry
- Rimini War Cemetry

Altri
- Chiesetta di San Lazzaro a Faenza, tempio ai Caduti sulla Strada
- Sacrario Militare Italiano di Saragozza

### Ossari monumentali in Italia
Appartengono a questa categoria:
- l'ossario del monte Cimone
- l'ossario del Pasubio
- l'ossario di Custoza
- l'ossario di Melegnano
- l'ossario di Magenta
- l'ossario di Pinzano (incompiuto)
- l'ossario di San Martino
- l'ossario di Timau di Paluzza
- l'ossario di Sant'Anna di Stazzema
- l'ossario di Solferino